# Gartenstadt Plaue

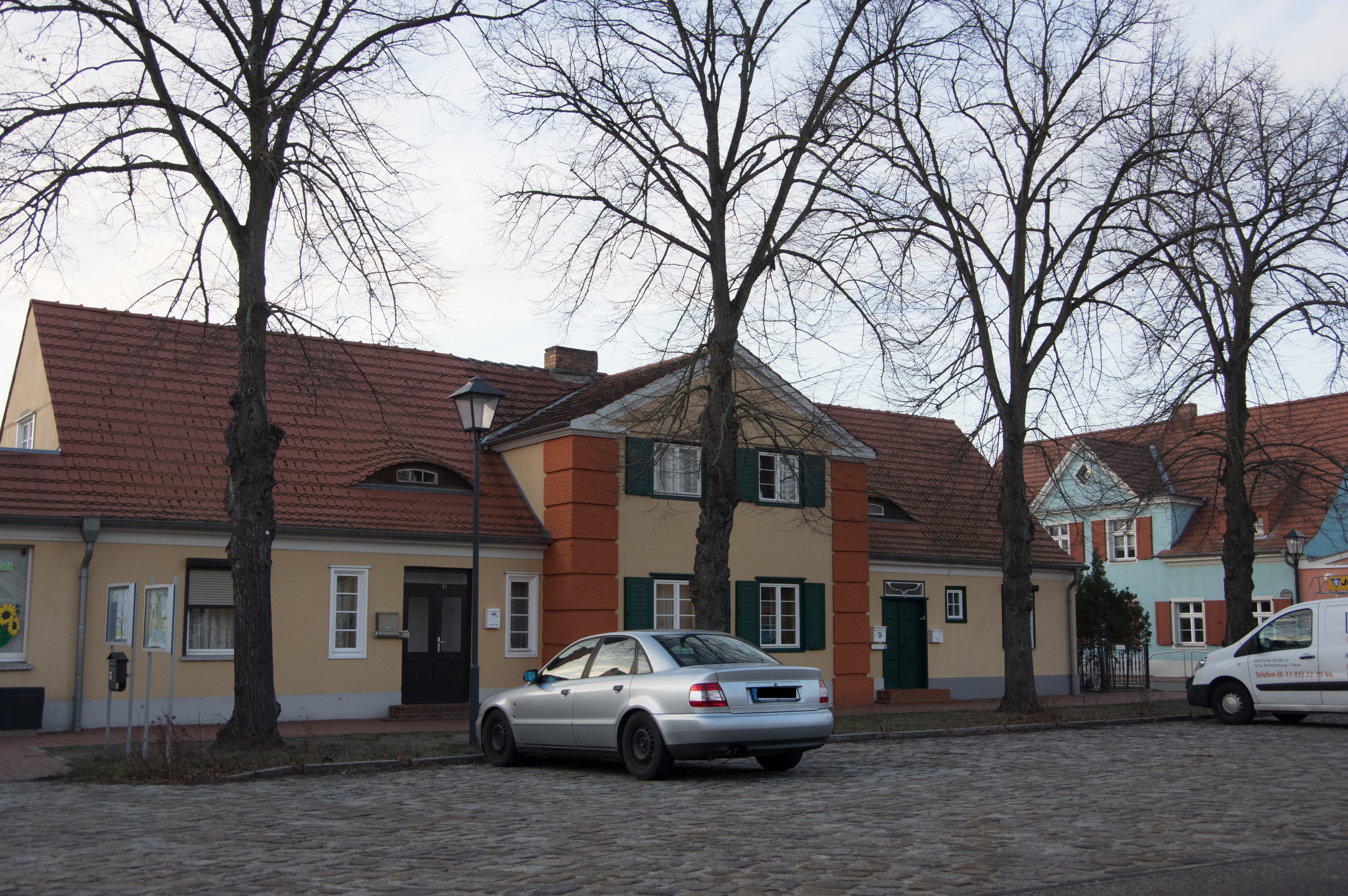
Der nördliche Teil der Lewaldstraße

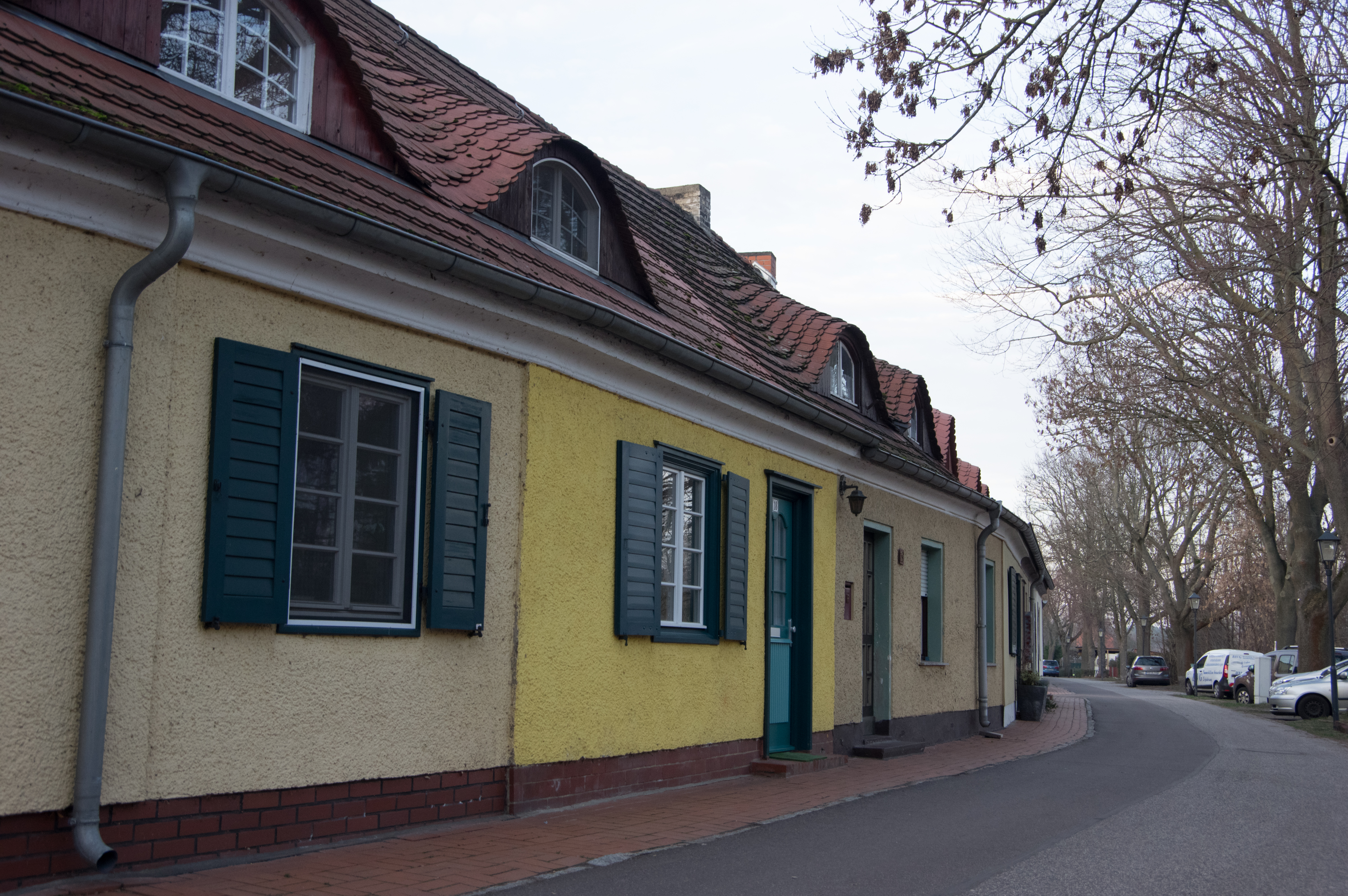
Die Scheidtstraße im Osten mit der einseitigen Bebauung

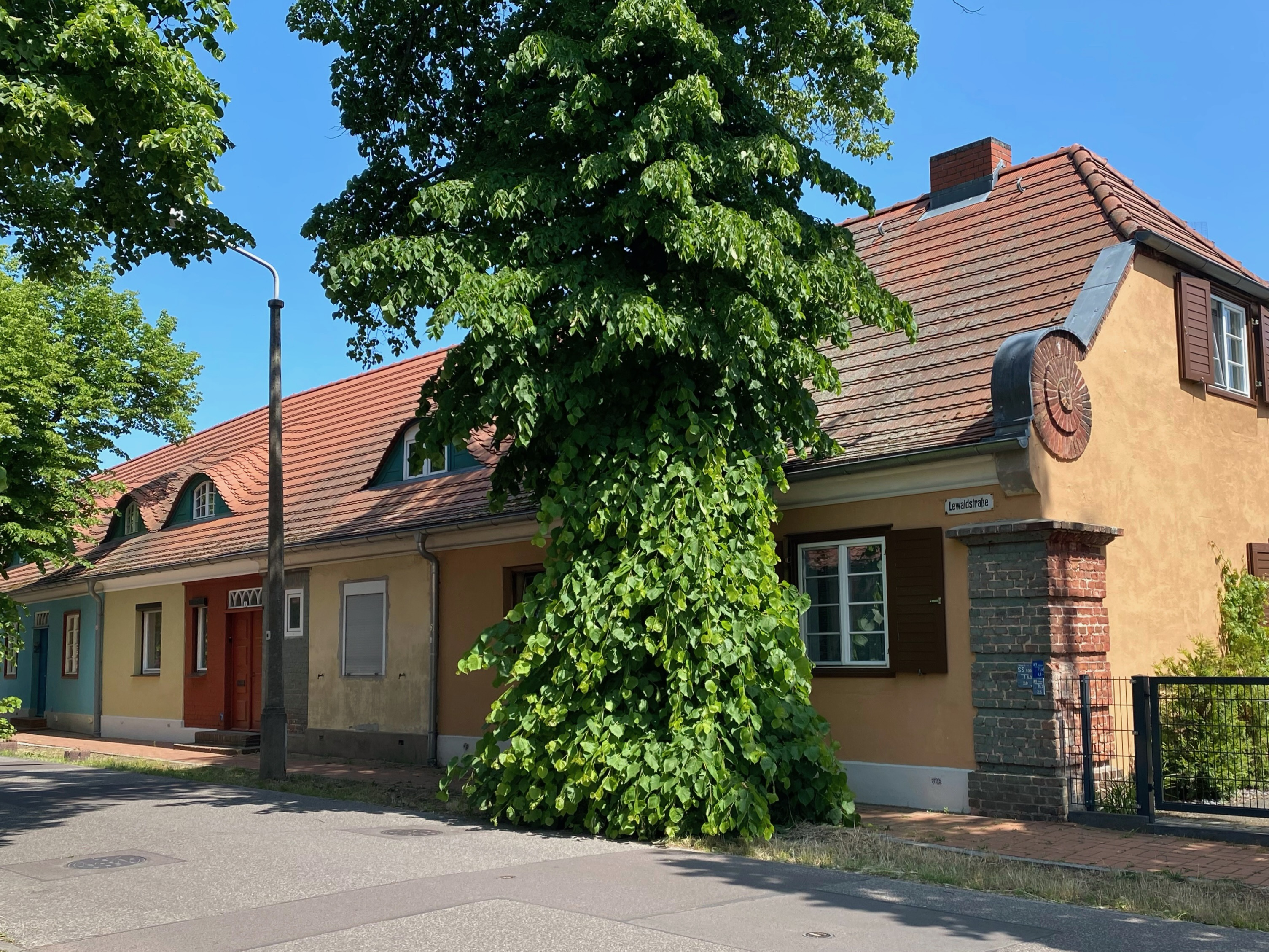
Eingangshaus mit Voluten (Schnecken) am Giebel

Die Gartenstadt Plaue ist eine Siedlung im Stadtteil Plaue in Brandenburg an der Havel in Brandenburg. Die Wohnsiedlung liegt etwa 500 Meter nördlich der Stadt Plaue. Die Gartenstadt Plaue steht unter Denkmalschutz.

## Die Siedlung
Die Bewegung, Gartenstädte zu bauen, entstand zu Ende des 19. Jahrhunderts in England. Auslöser waren die Stadtteile mit hohen Einwohnerzahlen und schlechten hygienischen Zuständen in dieser Zeit. Aus diesen Gründen plante der Architekt Paul Schmitthenner ab 1914 die Gartenstadt Staaken und ab 1916 die Gartenstadt Plaue. Der Bauherr war die Baugenossenschaft Plaue, die die Siedlung, bestehend aus 300 Einfamilien-Reihenhäuser mit Nebengebäuden und Nutzgärten, für Facharbeiter der »Königlich-Preußischen Pulverfabrik« in Kirchmöser errichten sollte. Schmitthenners Planung wurde lediglich zu zwei Dritteln verwirklicht: Nur 212 der geplanten 300 Häuser wurde fertiggestellt.
Die Größe der Gartenstadt richtet sich nach dem Gelände. Sie steht auf einem etwas erhöhten Gelände innerhalb einer Wiesenlandschaft. Die Wiesen wurden häufig überschwemmt, eine Ausdehnung war daher nicht möglich. Schon vorhandene Wege mit ihren Bäumen blieben beim Bau erhalten, weitere Wege wurden so angelegt, dass die Grundstücke etwa gleich groß ausfielen. Die Hauptstraße der Siedlung bildet die Lewaldstraße, in der Mitte der Straße fehlen auf der Nordseite die Bäume. Hier hat die Straße den Charakter eines angerähnlichen Platzes. Die Scheidstraße im Osten der Siedlung ist nur einseitig bebaut, sie sollte laut Schneidhenner eine „bewohnte Stadtmauer“ bilden. Die Straßen von der Scheidstraße zur Lewaldstraße, Querstraße I und Querstraße II, haben in der Mitte der Straße Häuser. Die ehemalige isolierte Lage ist heute durch eine Bebauung im Süden und im Norden der Wohnsiedlung aufgehoben. Auch sind die Toreinfahrten, der Kinderspielplatz und der Ring um die Siedlung verschwunden. Trotz Veränderungen durch Renovierungen und Bau von Garagen auf den Grundstücken, vor allem in den 1980er Jahren, ist der Charakter der Siedlung erhalten geblieben. An der nordwestlichen Seite des Platzes an der Lewaldstraße befindet sich ein Findling mit einer Inschrift auf einer Metallplatte zum 100-jährigen Jubiläum der Siedlung.
Die Häuser sind eingeschossige, traufständige Häuser und verputzt. An den Enden der Zeilen ist in der Regel das Dach abgewalmt. Ansonsten haben die Satteldächer Fledermausgauben. Die Fassaden zur Straße sind geprägt durch Dreiecksgiebel, teilweise haben die Fassaden auch risalitähnliche Flächen. Im Standard hat ein Haus auf der Straßenseite eine Stube und auf der Rückseite eine Wohnküche. Im Anbau auf der Hofseite befindet sich ein Bad, eine Toilette, eine Waschküche ein Vorratsraum und ein Stall. Im Dachgeschoss befinden sich die Schlafräume. Es gibt Variationen der Häuser durch seitliche Erweiterungen. Zu jeder Hauseinheit gehörte ein 180 m² großer Hausgarten, der der Eigenversorgung diente.
Seit 1992 ist die Gartenstadt Plaue als Einzeldenkmal erfasst. Laut Denkmaleintrag umfasst die Gartenstadt Plaue folgende Häuser: Lewaldstraße 1, 2a-23, 23a, 24, 25, 25b, 26–44, 46, 48, 50, Bredowstraße 1–2, Querstraße I 1–16, Querstraße II 1–20, 22, 24, Scheidtstraße 1–47, Triftstraße 1–16, Waldstraße 1–22 und Wasserwerkstraße 1–10.